# Ostry Róg
Ostry Róg (niem. Scharfenort) – osada w Polsce położona w województwie warmińsko-mazurskim, w powiecie kętrzyńskim, w gminie Kętrzyn, sołectwo Gałwuny.
W latach 1975–1998 miejscowość administracyjnie należała do województwa olsztyńskiego.
Wieś lokował w roku 1377 wielki mistrz zakonu krzyżackiego Winrich von Kniprode na 8 włókach. Majątek ziemski w Ostrym Rogu w roku 1913 miał powierzchnię ogólną 162 ha, w tym 127 ha gruntów ornych. W majątku prowadzono hodowlę 21 koni, 75 szt bydła, w tym 35 krów oraz 60 szt trzody chlewnej. Właścicielem majątku do stycznia 1945 był Wilhelm Niemann. Po II wojnie światowej powstał tu PGR, który przed likwidacją wchodził w skład Kombinatu PGR Garbno jako obiekt produkcyjny. 
W roku 2000 w Ostrym Rogu mieszkało 35 osób.